# Litoria biakensis
Litoria biakensis – gatunek indonezyjskiego płaza bezogonowego z podrodziny Pelodryadinae w rodzinie rzekotkowatych (Hylidae).

## Występowanie
Gatunek ten spotkano do tej pory jedynie w dwóch miejscach. Oba znajdują się na indonezyjskiej wyspie Biak leżącej u północnych wybrzeży Nowej Gwinei. Dokładniejsze dane IUCN wspominają o okolicy wioski Korim i wioski Warsa.
Zwierzę zamieszkuje tereny położone na wysokości do około 100 metrów nad poziomem morza.
Zasiedla obecnie busz pozbawiony rosnących tam w przeszłości większych drzew z powodu wylesiania, osobniki spotykano do wysokości 3 metry nad poziomem gruntu. Panuje jednak opinia, że nie jest to naturalny habitat tych zwierząt, które przed ingerencją człowieka w środowisko naturalne zamieszkiwały nizinne wilgotne lasy równikowe i bagna.

## Rozmnażanie
Podejrzewa się, że ma miejsce w zbiornikach wody stojącej, jak bagna.

## Status
Nie dość, że posiada bardzo ograniczony zasięg występowania, płaz jest także rzadki.
Mimo że zwierzę dość dobrze przystosowuje się do zmian otoczenia, wśród głównych zagrożeń wymienia się dalszą deforestację oraz rozwój rolnictwa.